# .jo
.jo és el domini de primer nivell territorial (ccTLD) de Jordània. Cal un contacte al país per registrar-hi un nom de domini. L'administra el NITC Arxivat 2018-11-21 a Wayback Machine..
Jordània també té un nom de domini internacionalitzat, الاردن.

## Dominis de segon nivell
- .com.jo: empreses, organitzacions.
- .edu.jo: instituts, escoles, universitats.
- .gov.jo: govern.
- .mil.jo: militars.
- .name.jo: particulars.
- .net.jo: proveïdors de xarxa.
- .org.jo: organitzacions sense ànim de lucre.